# Hall Motor Car Company
Hall Motor Car Company, vorher Hall Cyclecar Manufacturing Company, war ein US-amerikanischer Hersteller von Automobilen.

## Unternehmensgeschichte
Lawrence Hall betrieb zusammen mit John B. Fisher die Hall Cycle & Plating Company in Waco in Texas. Er entwarf 1914 einen Kleinwagen, den er ausgiebig testete. Danach gründete er die Hall Cyclecar Manufacturing Company in der gleichen Stadt und begann mit der Produktion von Automobilen. Der Markenname lautete Hall. 1915 erfolgte die Umfirmierung in Hall Motor Car Company. Im gleichen Jahr endete die Produktion.
Es bestanden keine Verbindungen zu Hall Motor Vehicle Company und Hall Manufacturing Company, die ebenfalls Fahrzeuge als Hall anboten.

## Fahrzeuge
Der Prototyp wurde als Cyclecar bezeichnet, obwohl er die Kriterien nicht erfüllte. Der Zweizylindermotor kam von der Spacke Machine & Tool Company. 88,9 mm Bohrung und 93,218 mm Hub ergaben 1157 cm³ Hubraum. Die Motorleistung von 9 PS wurde über ein Zweiganggetriebe und Riemen an die Hinterachse übertragen. Das Fahrgestell hatte 254 cm Radstand und 91 cm Spurweite. Die offene Karosserie bot Platz für zwei Personen hintereinander.
Die Serienausführung hatte einen Vierzylindermotor von Perkins. Er hatte 69,85 mm Bohrung, 101,6 mm Hub und 1557 cm³ Hubraum. Die Motorleistung war je nach Quelle mit 12 PS oder 18 PS angegeben. Der Radstand wurde beibehalten, während die Spurweite verbreitert wurde. Die Sitze waren nun nebeneinander angeordnet. Neben Roadster, Speedster und Coupé ist auch ein leichter Lieferwagen überliefert.